# ساسو دی بوردیگرا
ساسو دی بوردیگرا (به ایتالیایی: Sasso) یک منطقهٔ مسکونی در ایتالیا است که در بوردیگرا واقع شده‌است. ساسو دی بوردیگرا ۲۱۲ نفر جمعیت دارد و ۲۱۹ متر بالاتر از سطح دریا واقع شده‌است.